# Selkäkari (ö i Finland, Birkaland, Sydvästra Birkaland)
Selkäkari är en ö i Finland.   Den ligger i kommunen Sastamala i den ekonomiska regionen  Sydvästra Birkaland och landskapet Birkaland, i den sydvästra delen av landet, 190 km nordväst om huvudstaden Helsingfors.